# Stengöt

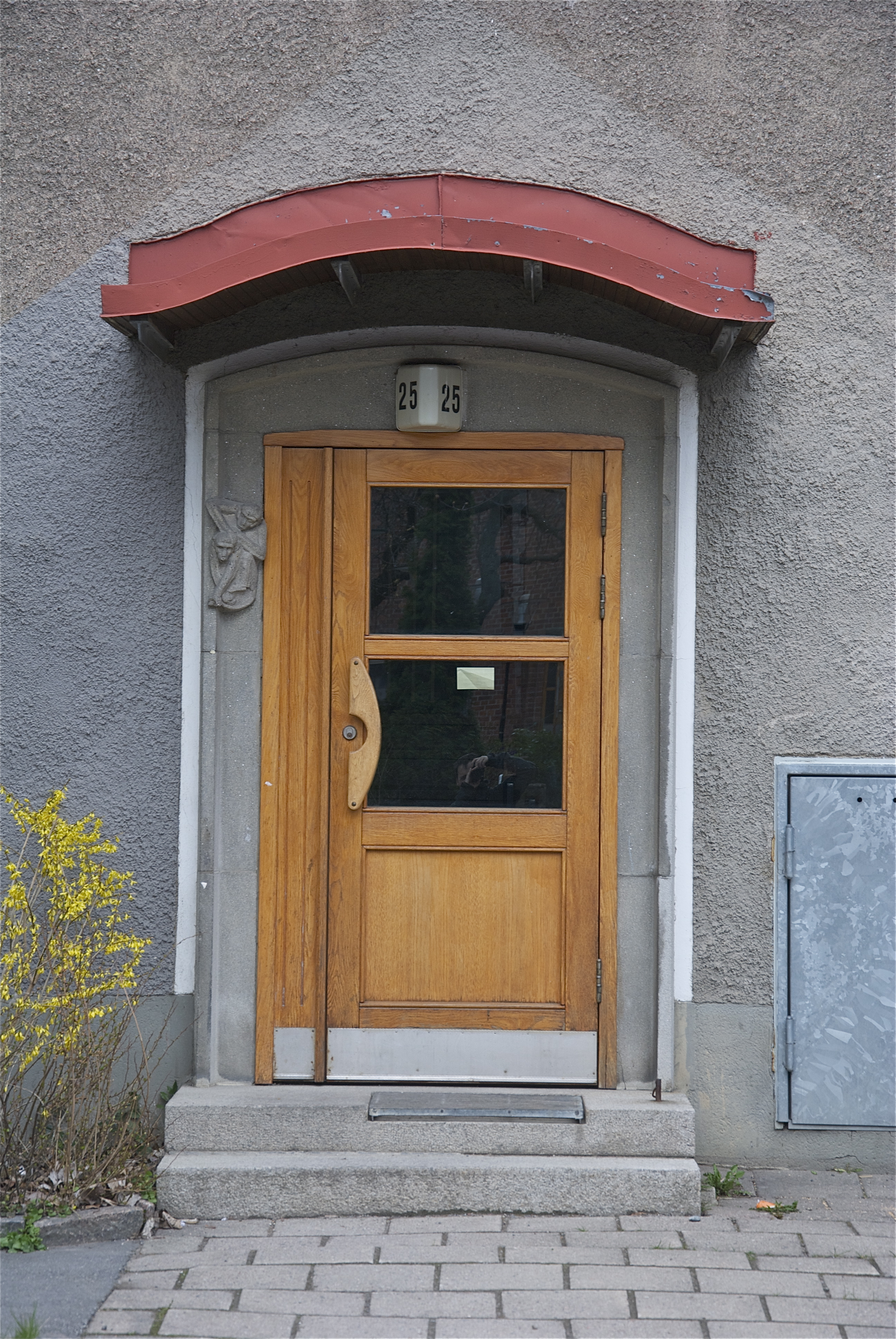
Flera av husen i Hökarängen har portomfattningar med reliefer i konststen med djurmotiv skapade av Gösta Fredberg

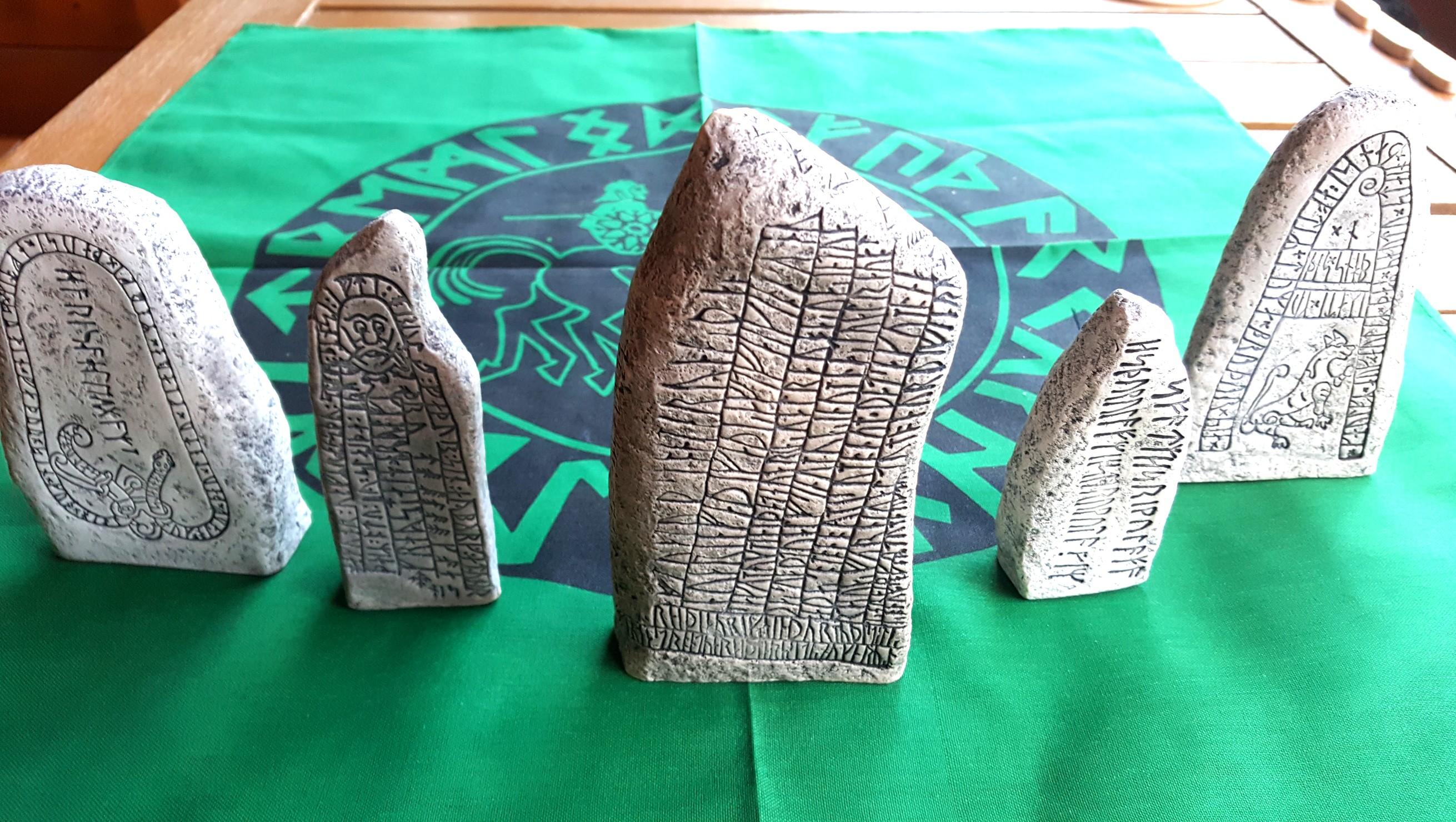
Svenska runstenar (repliker) i konststen

Stengöt, även kallat konststensbetong, konststen och konstbetong, är en finbetong som framställs av olika slags krossade bergarter i olika färger, till exempel marmorkross, med vit eller färgad cement som bindemedel.

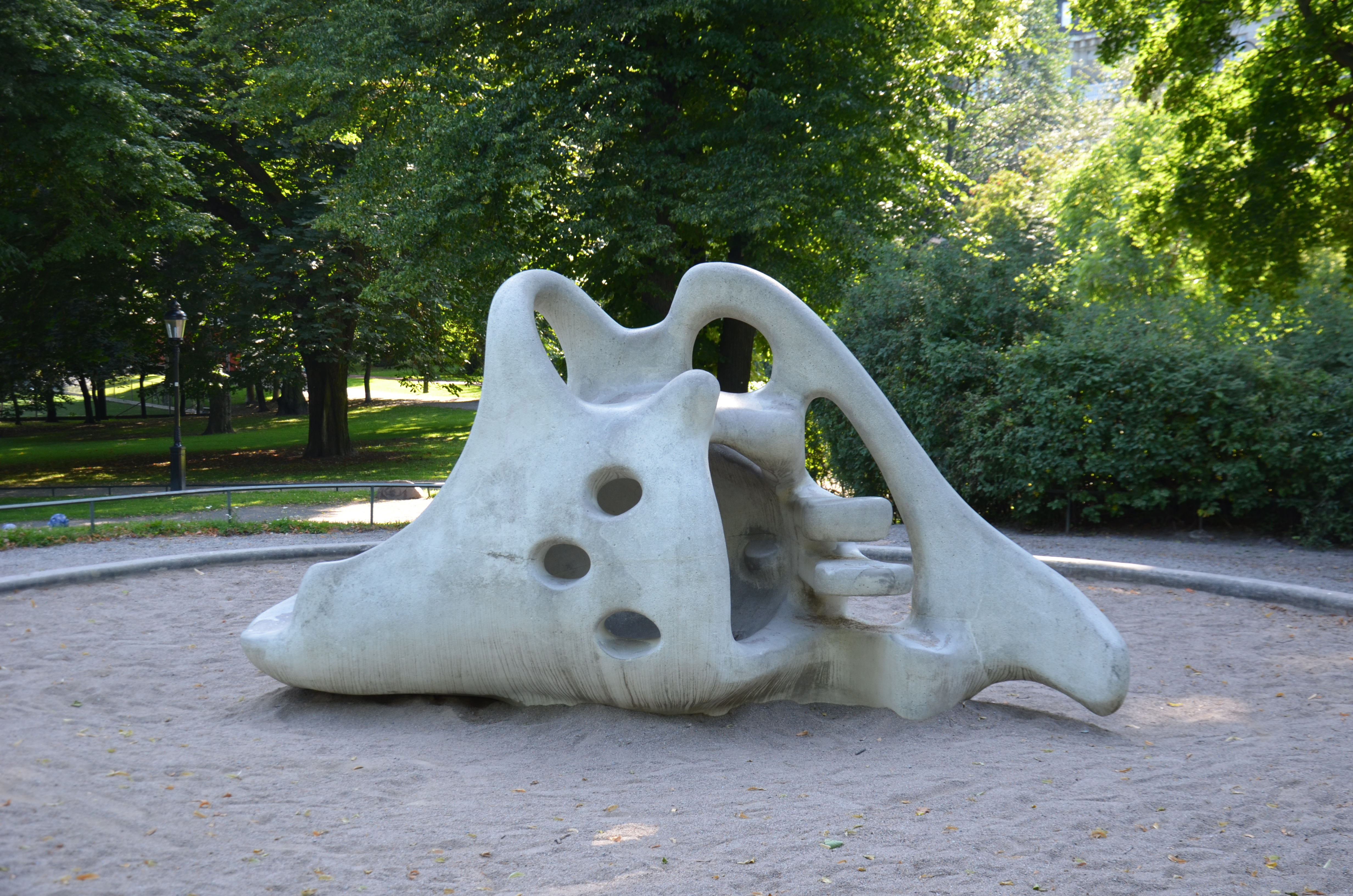
Tufsen av Egon Möller-Nielsen i Humlegården i Stockholm

Stengötens yta kan bearbetas när cementen hårdnat och användas som golvplattor eller fasadbeklädnad och som material för skulpturer och prydnadsföremål.
Tufsen av Egon Möller-Nielsen är ett exempel på en skulptur i stengöt.